# Grčki kanon
Grčki kanon (grčki: Κάνον) je skup pravila po kojima su stari Grci pravili svoje skulpture. Prvi ga je opisao grčki kipar Poliklet u svom traktatu iz oko 450. pr. Kr.
Grčki umjetnici su promatrali uravnoteženu nesimetriju prirodnog ljudskog stava - kontrapost (talijanski: contrapposto = suprotan stav). Tijelo u kontrapostu izaziva mnoštvo nepravilnosti: blago povijeno koljeno izaziva micanje zdjelice, savijanje kičme i blago spuštanje jednog ramena. Tako se stvara čvrst stav u blagom pokretu. Takav nov odnos prema ljudskoj figuri postigao je svoju zrelost u klasičnom (zlatnom) dobu grčke umjetnosti – tzv. Periklovo doba. Najpoznatiji kouros (naga figura mladića) iz tog doba je Polikletov brončani Dorifor („Kopljonoša”) koji nam je poznat samo iz rimskih kopija u mramoru. Njegov proračunat stav, precizni anatomski detalji i prije svega skladne proporcije učinile su ga primjerom za klasični ideal ljepote. Prema Pliniju Starijem, antičkom piscu, taj ideal se naziva jednostavno "Kanon (pravilo, mjera)".
Neka od pravila koja Poliklet primjenjuje na Doriforu su: 
- Visina tijela odgovara visini sedam glava jedna na drugoj,
- Širina tijela u ramenima je jednaka širini triju glava,
- Tijelo se dijeli na četiri jednaka dijela linijama ispod prsiju, na preponama i ispod koljena, itd.

Slična pravila Poliklet rabi i pri komponiranju lica svojih skulptura.
Dorifor je utjelovljenje simetrije (grčki: symmetria) ali isto tako i ritma (grčki: rhythmos = pokret, kompozicija), koji postaju fundamentalni aspekti grčke estetike proizašle iz glazbe i plesa. Isti odnos se može pronaći u grčkoj filozofiji od Pitagorejaca koji su vjerovali da je sklad svemira, poput glazbene harmonije, moguće izraziti matematički;  i Platona, za kojega su brojevi osnova doktrine o idealnim formama, koji priznaje da se koncept ljepote zasniva na proporcijama. 
Nadalje, Polikletovo oslanjanje na brojeve je imalo moralnu dimenziju: kontemplacija o skladnim proporcijama kod njega je izjednačenja s kontemplacijom o dobroti. Tako klasična grčka skulptura postaje jednako privlačna i oku i umu, a ljudska i božanska ljepota postaju iste.
U kasnijem razdoblju grčke umjetnosti kipar Praksitel koristi ekstremniji kontrapost koji se po njemu naziva "Praksitelova S-linija", glave njegovih skulptura su manje (8 u tijelu) i tijela skulptura su u jače izraženom pokretu. 
Jedan drugi antički grčki kipar, Lizip, ide tako daleko da svoje skulpture radi tako što kombinira Polikletov i Praksitelov kanon čime skulpture postaju vitkije s izrazitim detaljima u pokretu koji se prostire na sve strane. Svoj način rada opravdava umjetničkom slobodom koja je u suprotnosti sa slijeđenjem strogih kanona.  

## Poveznice
- umjetnost stare Grčke
- kiparstvo stare Grčke
- kontrapost

## Vanjske poveznice
- Omjeri i proporcije  Arhivirana inačica izvorne stranice od 1. svibnja 2009. (Wayback Machine) na likovnakultura.ufzg.hr
- Geometrijski izvor ljudskih proporcija u staroj Grčkoj[neaktivna poveznica] (engl.)